# 마름모육팔면체
| 마름모육팔면체                        | 마름모육팔면체                                                  |
| ------------------------------------- | --------------------------------------------------------------- |
| (클릭해서 회전하는 모델을 볼 수 있다) |                                                                 |
| 종류                                  | 아르키메데스의 다면체 고른 다면체                               |
| 성분                                  | F = 26, E = 48, V = 24 (χ = 2)                                  |
| 면의 수{변의 수}                      | 8{3}+(6+12){4}                                                  |
| 콘웨이 표기법                         | eC또는 aaC aaaT                                                 |
| 슐레플리 기호                         | rr{4,3}또는 {\displaystyle r{\begin{Bmatrix}4\\3\end{Bmatrix}}} |
| 슐레플리 기호                         | t0,2{4,3}                                                       |
| 위토프 기호                           | 3 4 \| 2                                                        |
| 콕서터 다이어그램                     |                                                                 |
| 대칭군                                | Oh, B3, [4,3], (*432), 48차                                     |
| 회전군                                | O, [4,3]+, (432), 24차                                          |
| 이면각                                | 3-4: 144°44′08″ (144.74°) 4-4: 135°                             |
| 참조                                  | U10, C22, W13                                                   |
| 특성                                  | 반정다면체 볼록                                                 |
| 색칠된 면                             | 3.4.4.4 (꼭짓점 도형)                                           |
| 연꼴이십사면체 (쌍대다면체)           | 전개도                                                          |

정다면체의 면을 꼭짓점에 모인 수만큼의 정다각형과 정사각형을 끼워 넣는 것이 다면체 부풀리기이다. (마름모십이이십면체와 함께 정다면체를 부풀려얻는 반정다면체이다).

마름모육팔면체는 아르키메데스의 다면체 중 하나이다. 면의 수가 26개, 모서리의 수가 48개, 꼭짓점의 수가 24개이다. 또 정육면체나 정팔면체를 부풀려서도 만들 수 있다고 하여 부풀린 정육면체, 부풀린 정팔면체라고도 한다. 또, 육팔면체의 꼭짓점을 각 모서리의 절반지점까지 깎아서도 만들 수 있다(1/3 지점까지 깎으면 깎은 육팔면체 즉 큰 마름모육팔면체가 된다). 이것은 늘린 맞붙인 두 사각지붕으로 볼 수 있다. 맞붙인 두 사각지붕 사이에 정팔각기둥을 끼워 넣는다. 정사각형들 끼리 이루는 내각은 135°이고, 두 곳을 자르면 팔각기둥이 되는 것을 이용하면 팔각기둥의 이면각은 정일 경우 4_4=135°, 4_8=90°라는 것을 짐작할 수 있다.

## 공식
한 모서리의 길이가 {\displaystyle a}인 마름모육팔면체의 겉넓이 {\displaystyle A}와 부피 {\displaystyle V}는 다음과 같다.
{\displaystyle A=(18+2{\sqrt {3}})a^{2}}
{\displaystyle V={\frac {2}{3}}(2+5{\sqrt {2}})a^{3}}

## 같이 보기
- 다듬은 육팔면체
- 부풀린 육팔면체
- 연등회